# Budynek przy ul. Tadeusza Kościuszki 18 w Sanoku
Budynek przy ul. Tadeusza Kościuszki 18 w Sanoku – parterowy budynek przy ulicy Tadeusza Kościuszki 18 w Sanoku, w którym mieściła się apteka, wyburzony w 1963.

## Historia

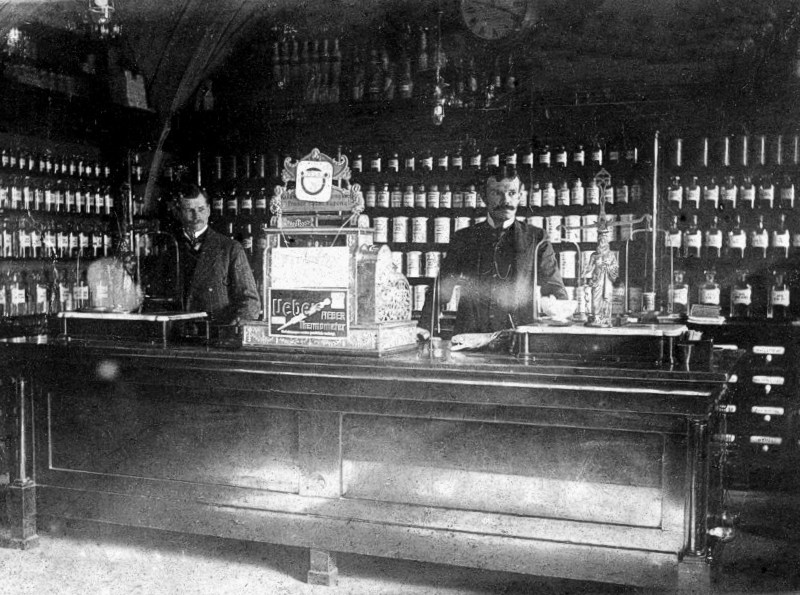
Wnętrze apteki i jej pracownicy na początku XX wieku

Właściciel apteki Stanisław Kawski podał datę powstania apteki w 1760. Budynek miał formę parterowego dworku. Wewnątrz posiadał beczkowate sklepienia z wymalowanymi dwoma winietami na tle liści laurowych. W jednej były ukazane przyrządy fachu farmaceutycznego, a w drugiej otwarta księga wraz z napisem w języku łacińskim „Vita brevis – ars longa” (pol.: „Życie krótkie – sztuka długotrwała”). Wokół sentencji widniały symbole wiedzy aptekarskiej: wąż i kielich.
Pierwotnie budynek figurował pod numerem konskrypcyjnym 78. Potem figurował przy ówczesnej ulicy Krakowskiej (od końca XIX wieku do czasów współczesnych ulicy Tadeusza Kościuszki), pod numerem 18.
W 1839 aptekarz Walerian Szczerbiński zapisał nieruchomość nr 78, wraz z budynkiem murowanym, Józefowi Szczerbińskiemu. W wyniku dekretu Kancelarii Nadwornej z 20 kwietnia 1848 apteka uzyskała status koncesjonowanej (zbywalna w rodzinie w drodze umowy kupna-sprzedaży). 10 kwietnia 1856 syn Józefa Szczerbińskiego zbył nieruchomość na rzecz Anny i Jana Zarewiczów. W tym czasie istniała Apteka Obwodowa, która była najstarszą w mieście. Jej zarządcą był Jan Zarewicz (zm. 1885). W latach 1883–1892 zarządzał nią Feliks Dobrzyniecki.
W 1892 dzierżawcą apteki został jej dotychczasowy pracownik Feliks Giela. W latach 1892–1904 jej zarządcami byli upoważnieni wyspecjalizowani farmaceuci. Około 1901 aptekę odkupił i został jej właścicielem Tobiasz Dawid Löbel, a 31 lipca 1906 wykupił ją farmaceuta Marian Kawski, który prowadził ją do końca życia. W okresie schyłkowym zaboru austriackiego apteka Mariana Kawskiego była jednym z nielicznych, należących do Polaków sklepów w mieście. 
W czasie I wojny światowej apteka została okradziona przez rosyjskie wojska podczas okupacji 1914/1915. Po odzyskaniu przez Polskę niepodległości w okresie II Rzeczypospolitej apteka funkcjonowała jako publiczna realna, prowadzona przy ulicy Tadeusza Kościuszki 18 przez Mariana Kawskiego. W 1931 właścicielem nieruchomości przy ul. T. Kościuszki 18 oraz przyległego nieużytku pod numerem 18a pozostawał Feliks Giela (zm. 1936). Po śmierci Mariana Kawskiego (1932) aptekę prowadzili nadal członkowie jego rodziny, jako że synowie Stanisław (1913-1996) i Adam oraz córka Wanda także byli farmaceutami (kwalifikację posiadała także żona Stanisława, Zuzanna, z domu Węcławik; od 1943 do 1945 jako laborant w aptece pracował Stanisław Węcławik). Do 1939 placówka funkcjonowała jako Apteka Obwodowa. Według stanu z 1939 aptekę prowadzili sukcesorzy Mariana Kawskiego. Właścicielką apteki była Czesława Kawska. W 1939 farmaceutą w aptece był Julian Emilian Macieliński.
Po wybuchu II wojny światowej i nastaniu okupacji niemieckiej apteka była jedną z trzech działających w Sanoku. Właścicielem apteki był Stanisław Kawski, a kierownikiem Zuzanna Kawska. Formalnie została przejęta przez władze hitlerowskie, była nadzorowana przez Pharmazierat (Radę Farmacji) w Krakowie. Wówczas została przemianowana na Aptekę Powiatową. Pomimo tego pracownicy apteki aktywnie działali w konspiracji, w tym wspomagali w leki żołnierzy oddziału partyzanckiego OP-23 Obwód „San” ZWZ-AK, a także ludność żydowską umieszczoną w sanockim getcie i Zwangsarbeitslager Zaslaw. Ta działalność była prowadzona pomimo czterokrotnych rewizji w aptece przeprowadzonych przez Niemców, którzy nie zdołali wykryć ukrywanych medykamentów (były schowane w ruderze nieopodal apteki). Do działalności ZWZ-AK zostali zaprzysiężeni pracownicy apteki: Stanisław Kawski ps. „Skrzypek” i Zuzanna Kawska ps. „Ziuk” oraz Helena Rudzik ps. „Cholercia” i Irena Maziarska ps. „Kurka” (na przełomie lutego i marca 1940), ponadto współpracownikami byli Adam Kawski i Joanna Świder, a oprócz nich również lekarze i pielęgniarki: Wanda Kawska ps. „Aka” i jej mąż Adam Gilewicz ps. „Opoka”. Z apteką współpracował w konspiracji lekarz więzienny i oficer Jan Maria Suchomel. W końcowym okresie okupacji na przełomie 1943/1944 aptece Kawskich zmieniono nazwę na Kreisapotheke (Apteka Obwodowa; zlokalizowana pod zmienionym przez okupantów adresem  Hermann Göring Strasse 18), a dzięki zakwalifikowaniu jej do innego przedziału w niemieckiej administracji, otrzymywała od tego czasu większe zaopatrzenie w leki.
Po wojnie aptekę prowadziła Zuzanna Kawska. W 1951 apteka została upaństwowiona, a w 1955 zlikwidowana. Budynek był wpisany przez wojewódzkiego konserwatora jako obiekt zabytkowy. Pomimo tego w 1963 ponad 100-letni budynek został wyburzony. Zgodnie z wolą Mariana Kawskiego, część zachowanego wyposażenia apteki (m.in. godło, sprzęt, dokumenty) trafiła do Muzeum Farmacji Collegium Medicum Uniwersytetu Jagiellońskiego (w 1964). Część trafiła do Biecza, a w 1973 receptularze apteczne przekazano do Muzeum Historycznego w Sanoku. Zarówno Feliks Giela, jak i Marian Kawski byli burmistrzami Sanoka.
Miejsce przed frontem budynku było wykorzystywane jako stanowisko do tworzenia podium na czas defilad i uroczystości w okresie międzywojennym 1918-1939, jak również w okresie powojennym (PRL), w tym już po likwidacji apteki.
Poeta Janusz Szuber opisał aptekę w wierszu który zatytułował Apteka w tomiku poezji pt. Apokryfy i epitafia sanockie z 1995 oraz Apteka Feliksa Gieli w tomiku poezji pt. Mojość z 2005.